# Philips Angel I
Philips Angel I of Philips Angel van Middelburg (Middelburg, september 1616 – aldaar, na 22 oktober 1683) was een Nederlands schilder van stillevens.

## Biografie
Philips Angel I werd op 14 september 1616 gedoopt in de Nieuwe Kerk te Middelburg. Op 25 januari 1639 ging hij daar in ondertrouw met Jacqemyntgende Smeth. Datzelfde jaar werd hij lid van het Sint-Lucasgilde van Haarlem.  Op 11 oktober 1641 woonde hij in Haarlem, waar hij op 4 augustus 1642 trouwde met Elisabeth Vercammen.
Op 2 december 1642 werd hij tweede secretaris van het gilde en op 7 juli 1643 eerste secretaris. Hij wordt voor het laatst vermeld op 22 oktober 1683.

## Werk
Ongeveer 30 schilderijen worden aan hem toegeschreven, sommige met data tussen 1642 en 1664 of 1668. Hij was een schilder van stillevens.  Verwarring in zijn signaturen en dateringen bemoeilijkt de studie van de ontwikkeling in zijn kunst met ongerelateerde subgenres, met name zijn sobere 'ontbijtjes' (stillevens met voedsel, servies en keukenvoorwerpen).
Zijn werken vallen in drie hoofdgroepen: schuurinterieurs met de nadruk op het stilleven element, 'ontbijtjes' en stillevens met dode vogels. De invloed van François Ryckhals kan herkend worden in de eerste twee groepen. Ryckhals was mogelijk zijn leraar in Middelburg. 
Zijn 'ontbijtjes' tonen de invloed van Haarlemse schilders zoals Floris van Dyck in de voorkeur voor het opbouwen van composities met individueel bestudeerde componenten en in de weergave van verschillende details. De stillevens met dode vogels behoren tot zijn beste werken en zijn vergelijkbaar met de jachtstillevens van de Vlaamse schilders Jan Fyt en Alexander Adriaenssen. Deze werken tonen Angels vaardigheid in het schilderen van bont en veren.

## Naamgenoot
Philips Angel I's leven en werk worden in oude naslagwerken vaak verward met die van een familielid (vermoedelijk een neef), met dezelfde naam (aangeduid als Philips Angel II of Philips Angel van Leiden), geboren in 1618 in Leiden. Deze Philips Angel II was actief als schilder in Leiden van 1637 tot 1645 en zeilde daarna naar Batavia waar hij later overleed.

## Lijst van schilderijen
| Titel | Datering    | Verblijfplaats                          | Afbeelding |
| --- | ----------- | --------------------------------------- | ---------- |
| Stilleven met garnalen, ham, brood en uit, een schaal en bierpul op een gebloemd kleed                                                                                           | 1631 - 1682 | Museum Bredius, Den Haag                |            |
| Boereninterieur met vaatwerk en een vrouw bij de haard | 1640        |                                         |            |
| Schuurinterieur met een man en een jongetje | 1643        |                                         |            |
| Stilleven van dood gevogelte op een tafel met een roze kleed | 1668        |                                         |            |
| Boereninterieur met een jongen bij tonnen met op de achtergrond, voor een schouw, waarvoor een tafel staat met daarop Westerwald kannen, aardewerk en koperen vaatwerk en manden | 1656        |                                         |            |
| Stilleven van gevogelte bij een vogelkooi en weitas | 1640 - 1660 |                                         |            |
| Dood gevogelte | 1649        | Stadhuis van Middelburg, Middelburg     |            |
| Stilleven van vruchten op een houten tafel, in en rondom Kraak-porseleinen schaaltjes en een kommetje                                                                            | 1646        |                                         |            |
| Gevogelte | 1669        |                                         |            |
| Schuur interieur met huisraad en een boerenfamilie | 1631 - 1683 |                                         |            |
| Eenvoudige maaltijd | 1640 - 1680 | Nationaal Museum van Warschau, Warschau |            |